# Fredensborg

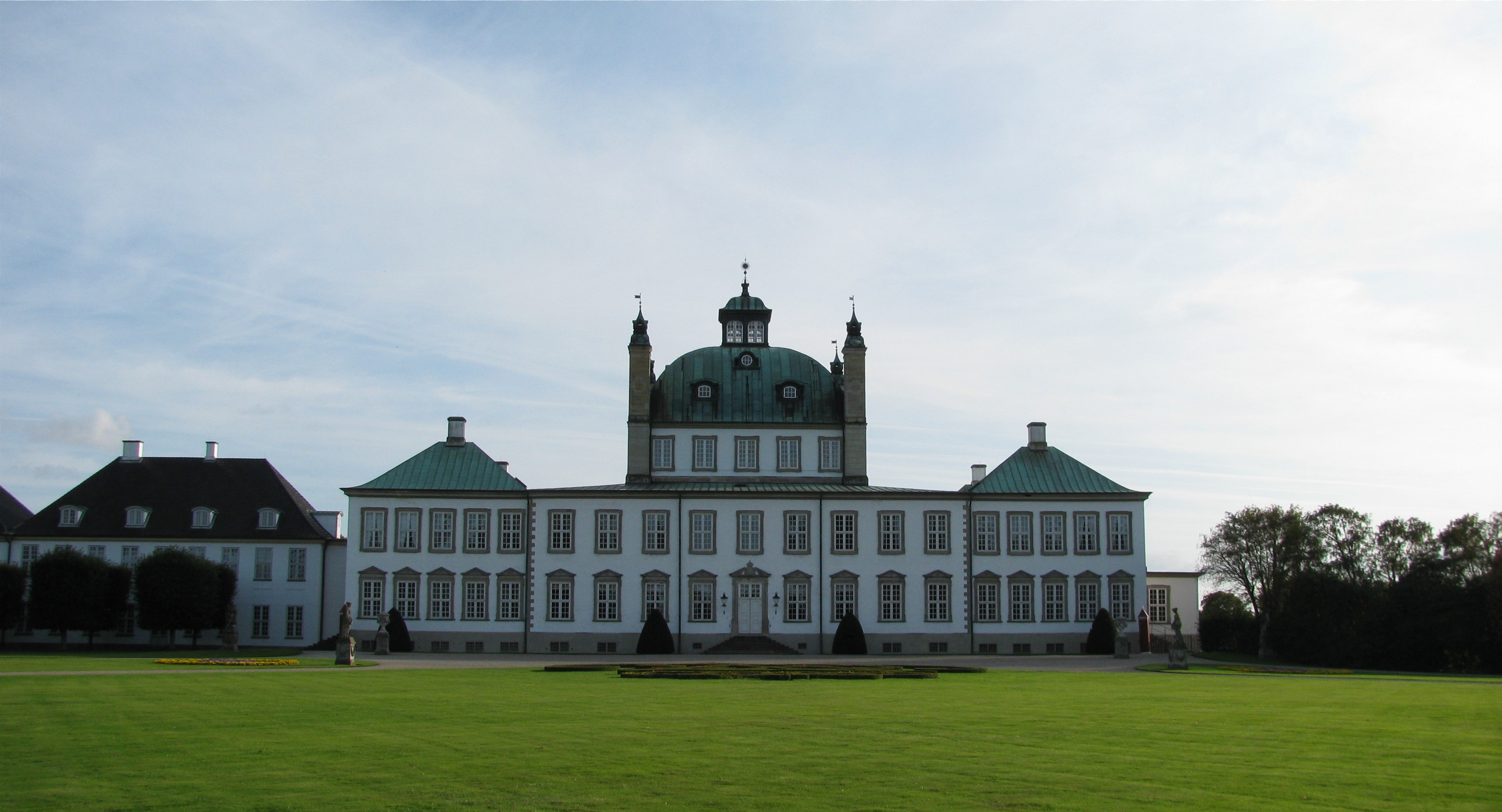
Zámek Fredensborg

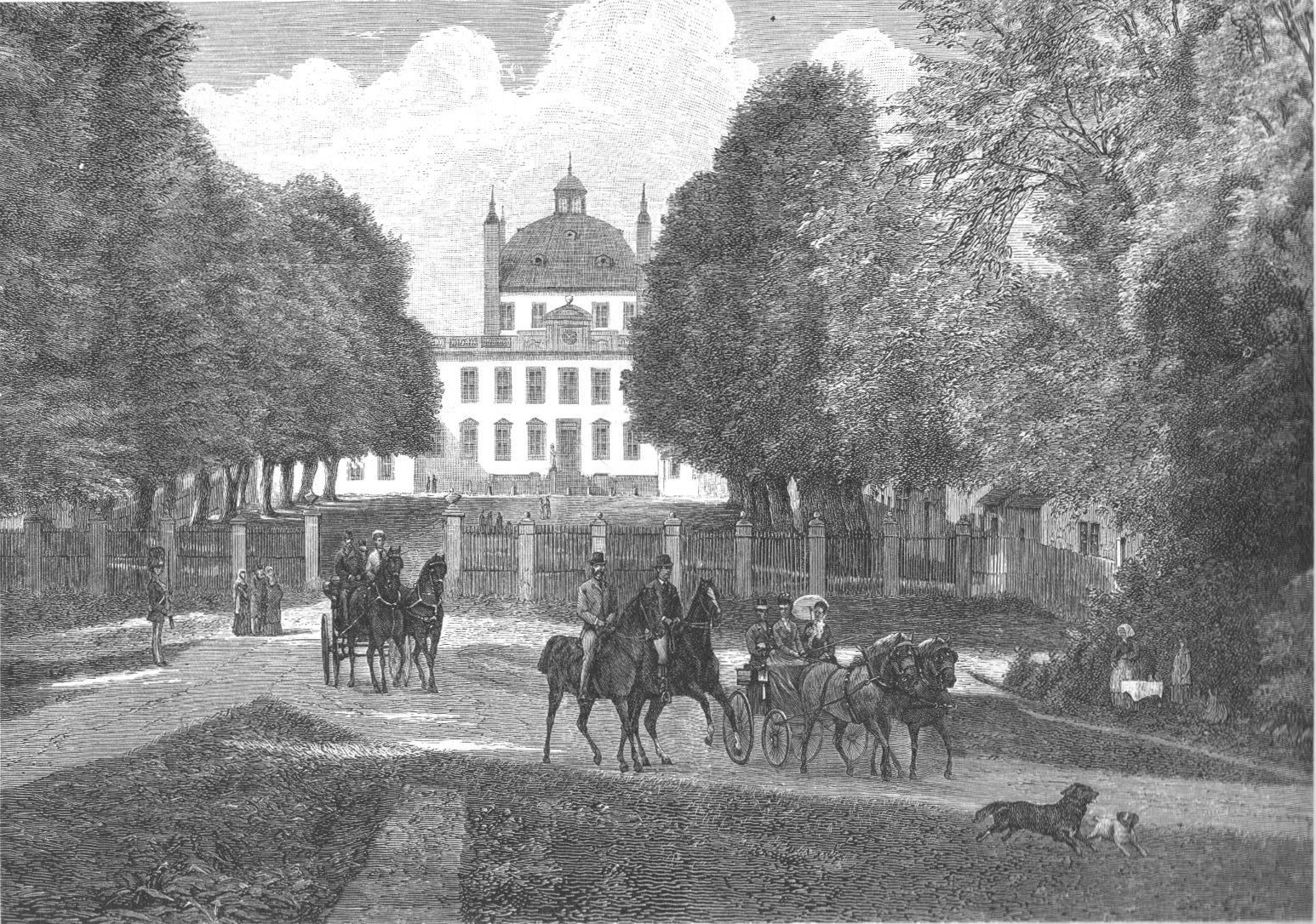
Zámek Fredensborg na rytině z roku 1880

Fredensborg (Fredensborg Slot) je zámek v Dánsku na severu ostrova Sjælland cca 30 km od dánského hlavního města Kodaně; stejné jméno nese obec, která vznikla při stavbě zámku. Vedle zámku se zde v přičleněné vesnici Humlebæk nachází známé muzeum moderního umění Louisiana Museum of Modern Art.
Zámek, který nechal v letech 1720–1722 postavit na východním břehu jezera Esrum dánský král Frederik IV. v italském stylu, je jednou z nejkrásnějších ukázek severského baroka. Název Fredensborg (Zámek míru) má upomínat na vítězství Dánska nad Švédskem v rozsáhlém konfliktu severských zemí – Severní válce, jež skončila v roce 1721 uzavřením Nystadského míru.

## Historie
Ke konci Severní války požádal dánský král Frederik IV. architekta Johana Cornelia Kriegera, dvorního zahradníka zámku Rosenborg, o vybudování nevelkého zámku ve stylu francouzského baroka. Stavba byla realizována v letech 1720–1726. Král se osobně aktivně účastnil při vzniku projektu budovy i přilehlého parku a pečlivě sledoval jejich stavbu. Stavbyvedoucím byl Johan Conrad Ernst, který se osvědčil již při stavbě zámku Frederiksborg. Stavba zámku byla dokončena v roce 1722, kaple pak v roce 1726.

## Podoba zámku
Základ zámeckého komplexu tvoří téměř čtvercová jeden a půl patrová hlavní budova s kopulí. Zámek byl situován ve středu tzv. lovecké hvězdy (dánsky jagtstjerne) – několika přímých křížících se stezek v lovecké honitbě. V době lovu bylo povoleno střílet podél těchto stezek, rozbíhajících se od středu.
Sál pod kopulí má rozměry 15×15 m a výšku 27 m.
Před hlavní budovou se rozprostíralo osmiúhelníkové nádvoří, obklopené jednopatrovými křídly. Z východní strany se k hlavní budově přimykala plocha jízdárny a dlouhé stáje. Z východní strany k hlavní budově přiléhala oranžérie a tzv. markraběcí dům. Oranžérie byla s hlavní budovou spojena nevelkým tajným průchodem, aby králové a dvořané mohli procházet do kaple, aniž by si "zamokřili nohy".
Nad kaplí se vypíná měděná špice a její fasáda je zdobena pilastry a frontonem s vyrytou bustou Frederika VI. Ke kapli se přimykalo křídlo dvořanů (dánsky kavalerfløj. Tato část budovy byla vystavěna v letech 1724–1726 a nese rysy holandského baroka a rokoka.
Zámek byl postupně v průběhu 1. poloviny 18. století rozšiřován, zachoval si však základní strukturu z doby svého otevření (11. října roku 1722 v den 51. králových narozenin).
Krieger ukončil práce na zámku vystavěním «nové budovy soudní kanceláře» v roce 1731, která přiléhá k jižní straně nádvoří jízdárny. Jako své sídlo využívala tuto budovu až do své smrti královna Ingrid (1910–2000). Po její smrti zde proběhla komplexní rekonstrukce a v současnosti je budova rezidencí korunního prince Frederika.
Významnější přestavba zámku proběhla v letech 1741–1744, kdy Lauritz de Thurah vyzvedl střechu hlavní budovy zámku. Šikmá střecha byla nahrazena plochou, jež byla opatřena balustrádou. V roce 1751 de Thurah přestavěl oranžérii na rezidenci dvorních dam. V roce 1753 Nicolai Eigtved rozšířil zámek, dodav k hlavní budově čtyři symetricky rozmístěné úhlové pavilony s měděnými pyramidovitými střechami.
Po smrti královny Juliany Marie v roce 1796 byl zámek využíván jen zřídka, a to až do vlády krále Kristiána IX., který zde mnohokrát trávil dlouhá období.

## Zahrady a park

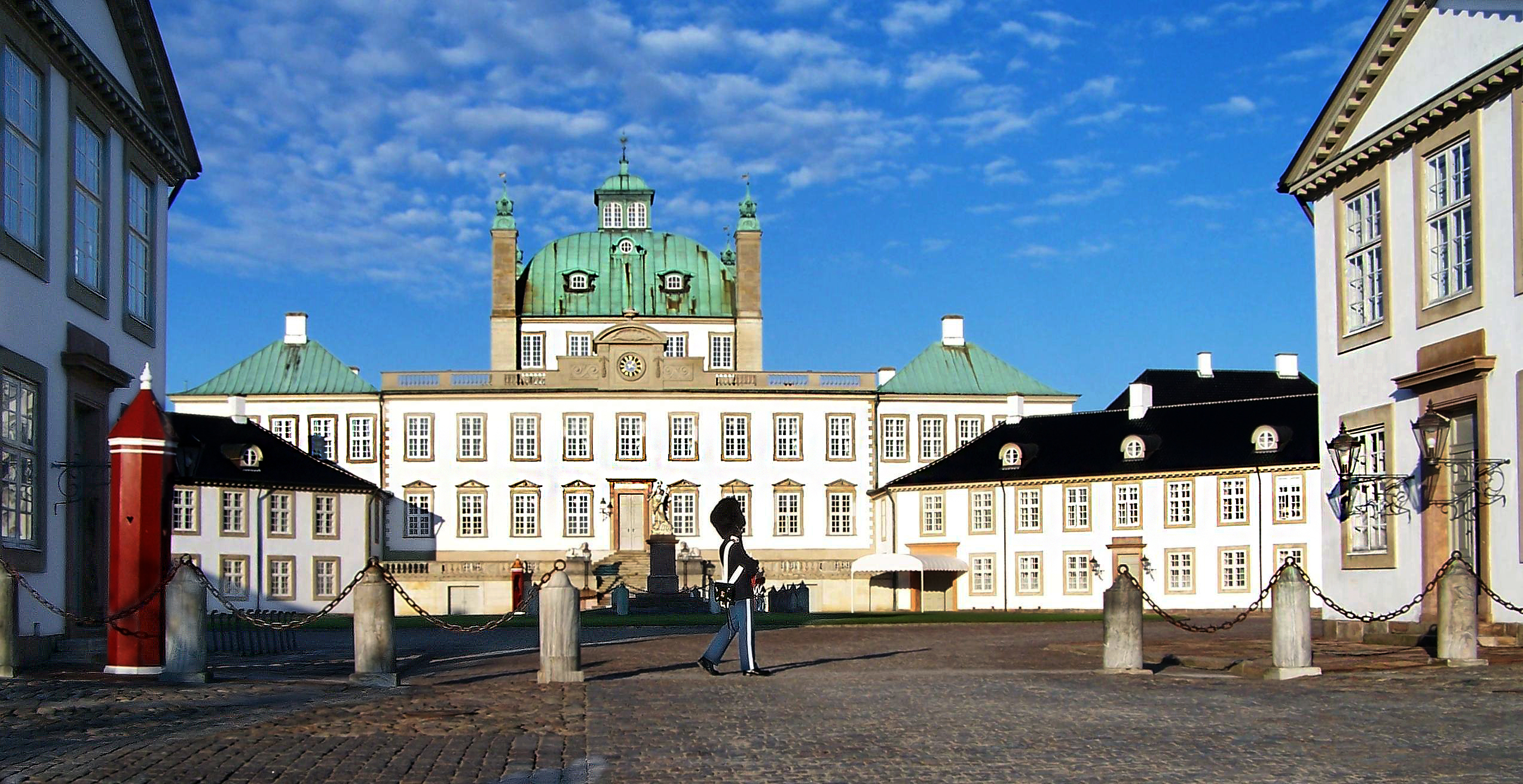
Fredensborg – pohled od vchodu

K zámku přiléhají zahrady, které náležejí se svými 300 akry (1 akr = 40,5 aru) k největším v Dánsku. Byly založeny v barokním stylu v roce 1760 Krigerem, byly však postupně rozšiřovány a upravovány v průběhu celého 18. století. Dlouhé rovné aleje, vysazené v letech 1970—1990, se paprskovitě rozbíhají od zámku, mezi nimi se rozprostírají široké stromy osázené plochy s křivolakými cestičkami.
V parku je rozmístěno množství soch. Zvláštní pozornost poutá tzv. Norské údolí (dánsky Nordmandsdalen), kde se nachází 68 soch norských a faerských sedláků a rybářů.
Část parku, sousedící se zámkem, je veřejnosti přístupná pouze v červenci. Zbytek roku mají právo pobývat zde pouze členové královské rodiny. Jsou zde zahrady, kde se pěstuje zelenina pro královský dvůr, a nová oranžérie, otevřená v roce 1995. Zahrady byly znovuotevřeny v září roku 2002 po důkladné rekonstrukci.

## Současnost
V současnosti zámek obývá dánská královská rodina obvykle na jaře a na podzim; po zámku Amalienborg je to nejčastěji využívaná královská rezidence. Konají se zde důležité události – svatby, oslavy jubileí, narozeniny. Královna zde pořádá slavnostní audience na počest hlav jiných států a vlád, navštívivších Dánsko.
Existuje tradice, že pokud stráví hlava cizího státu noc na zámku, musí vyškrábat briliantem na okenní sklo své jméno.[zdroj⁠?!]
Za přítomnosti královské rodiny se před zámkem denně koná střídání stráží. Zatímco vnitřní prostory zámku a část parku sousedící se zámkem jsou pro veřejnost přístupny pouze v červenci, větší část parku je návštěvníkům otevřena celoročně. Podle příkazu královny je pro příchozí otevřena zámecká kaple, v níž se slouží mše každou neděli.